# Francis De Greef
Francis De Greef (Rumst, 2 febbraio 1985) è un ex ciclista su strada belga, campione nazionale a cronometro under-23 nel 2007 e professionista dal 2008 al 2015.

## Carriera
Fiammingo, ottiene i principali successi tra il 2005 e il 2007, durante gli anni di militanza alla Bodysol/Davitamon, squadra UCI Continental belga. Si aggiudica infatti la Flèche Ardennaise nel 2005, il Circuit de Wallonie, una tappa e la classifica generale della Volta Ciclista Internacional a Lleida, il prologo della Ronde van de Provincie Antwerpen e i campionati belgi a cronometro under-23 nel 2007.
Passa professionista all'inizio del 2008 con la Silence-Lotto, la squadra diretta da Marc Sergeant. Nelle stagioni da pro partecipa a sei edizioni consecutive del Giro d'Italia (dal 2008 al 2013), a tre Vuelta a España, a due Tour de France e anche ad un'edizione dei campionati del mondo Elite. Nel 2014 si trasferisce alla Wanty-Groupe Gobert, con i cui colori gareggia per due anni. Al termine del 2015 annuncia il ritiro dall'attività.

## Palmarès
- 2002 (Juniores)

Grazen-Geetbets
- 2003 (Juniores)

Oetingen
Kapellen-Glabbeek
Grazen-Geetbets
- 2004 (dilettanti)

Puurs
- 2005 (Bodysol-Win for Life-Jong Vlaanderen, una vittoria)

Flèche Ardennaise
- 2007 (Davitamon-Win for Life-Jong Vlaanderen, cinque vittorie)

Circuit de Wallonie
3ª tappa Volta Ciclista Internacional a Lleida (Tremp > La Seu d'Urgell)
Classifica generale Volta Ciclista Internacional a Lleida
Prologo Ronde van de Provincie Antwerpen (Booischot > Booischot, cronometro)
Campionati belgi, Prova a cronometro Under-23

### Altri successi
- 2007 (Davitamon-Win for Life-Jong Vlaanderen)

Classifica a punti Ronde de l'Isard
5ª tappa, 1ª semitappa Volta Ciclista Internacional a Lleida (Vielha > Les, cronosquadre)

## Piazzamenti

### Grandi Giri
- Giro d'Italia

2008: 40º
2009: 17º
2010: 21º
2011: 24º
2012: 19º
2013: 21º
- Tour de France

2010: 69º
2012: 102º
- Vuelta a España

2009: 21º
2011: 28º
2013: 41º

### Classiche monumento
- Liegi-Bastogne-Liegi

2009: 79º
2010: ritirato
2011: ritirato
2012: 45º
2013: 97º
2014: 93º
2015: ritirato
- Giro di Lombardia

2011: 63º
2013: ritirato

### Competizioni mondiali
- Campionati del mondo

Stoccarda 2007 - Cronometro Under-23: 10º
Stoccarda 2007 - In linea Under-23: 54º
Mendrisio 2009 - In linea Elite: ritirato
Ponferrada 2014 - Cronosquadre: 21º